# Daijirō Takakuwa
Daijirō Takakuwa (高桑 大二朗?, Takakuwa Daijirō; Tokyo, 10 agosto 1973) è un allenatore di calcio ed ex calciatore giapponese, di ruolo portiere, preparatore dei portieri del Kawasaki Frontale.

## Palmarès

### Club

#### Competizioni nazionali
- Coppa dell'Imperatore: 3

Yokohama F·Marinos: 1992
Kashima Antlers: 1997, 2000
- Campionato giapponese: 5

Yokohama F·Marinos: 1995
Kashima Antlers: 1996, 1998, 2000, 2001
- Supercoppa del Giappone: 3

Kashima Antlers: 1997, 1998, 1999
- Coppa J. League: 2

Kashima Antlers: 1997, 2000

### Competizioni internazionali
- Coppa delle Coppe dell'AFC: 2

Yokohama F·Marinos: 1991-1992, 1992-1993

### Nazionale
- Coppa d'Asia: 1

2000